# Małgorzata Kidawa-Błońska

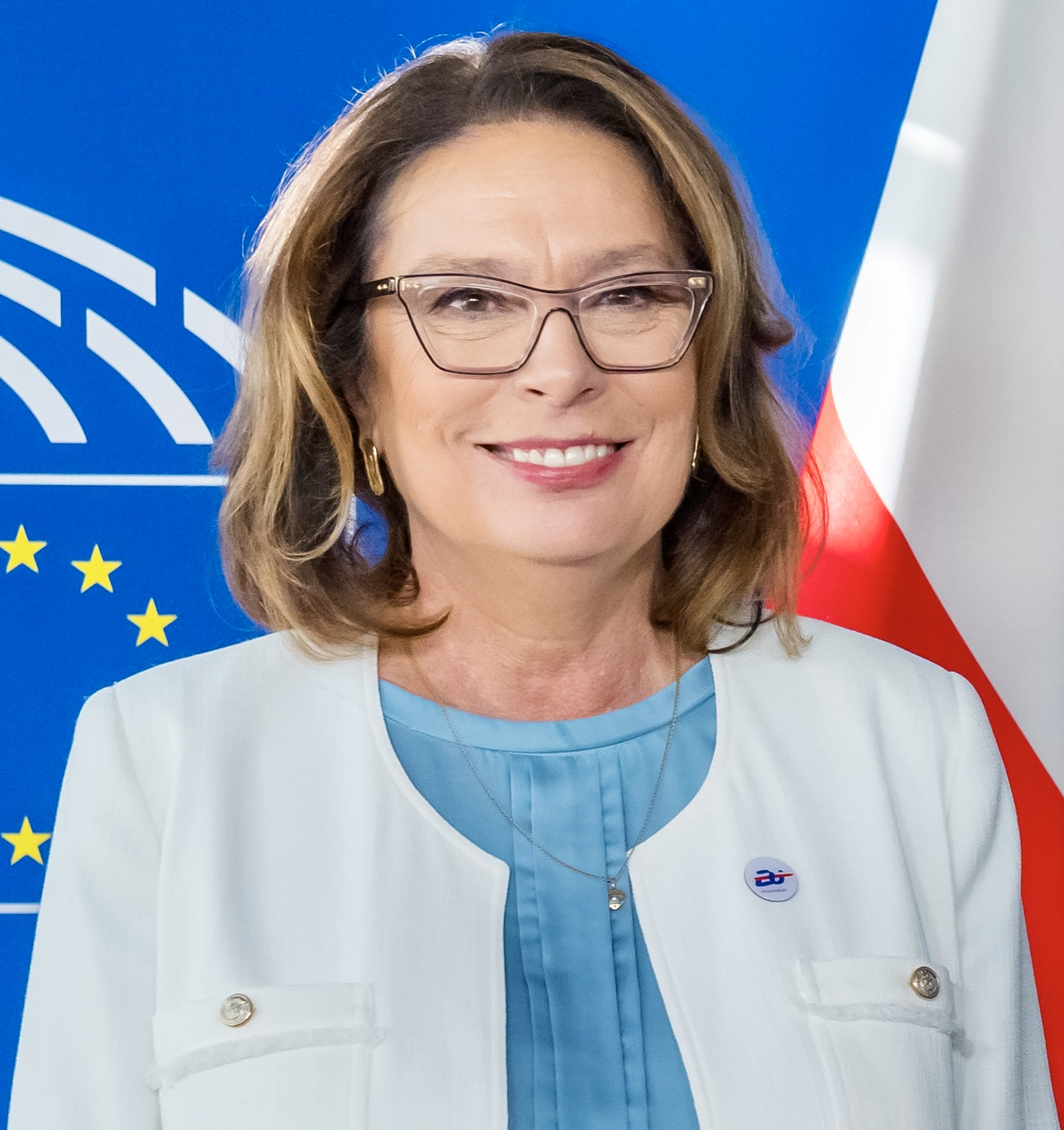
Małgorzata Kidawa-Błońska (2025)

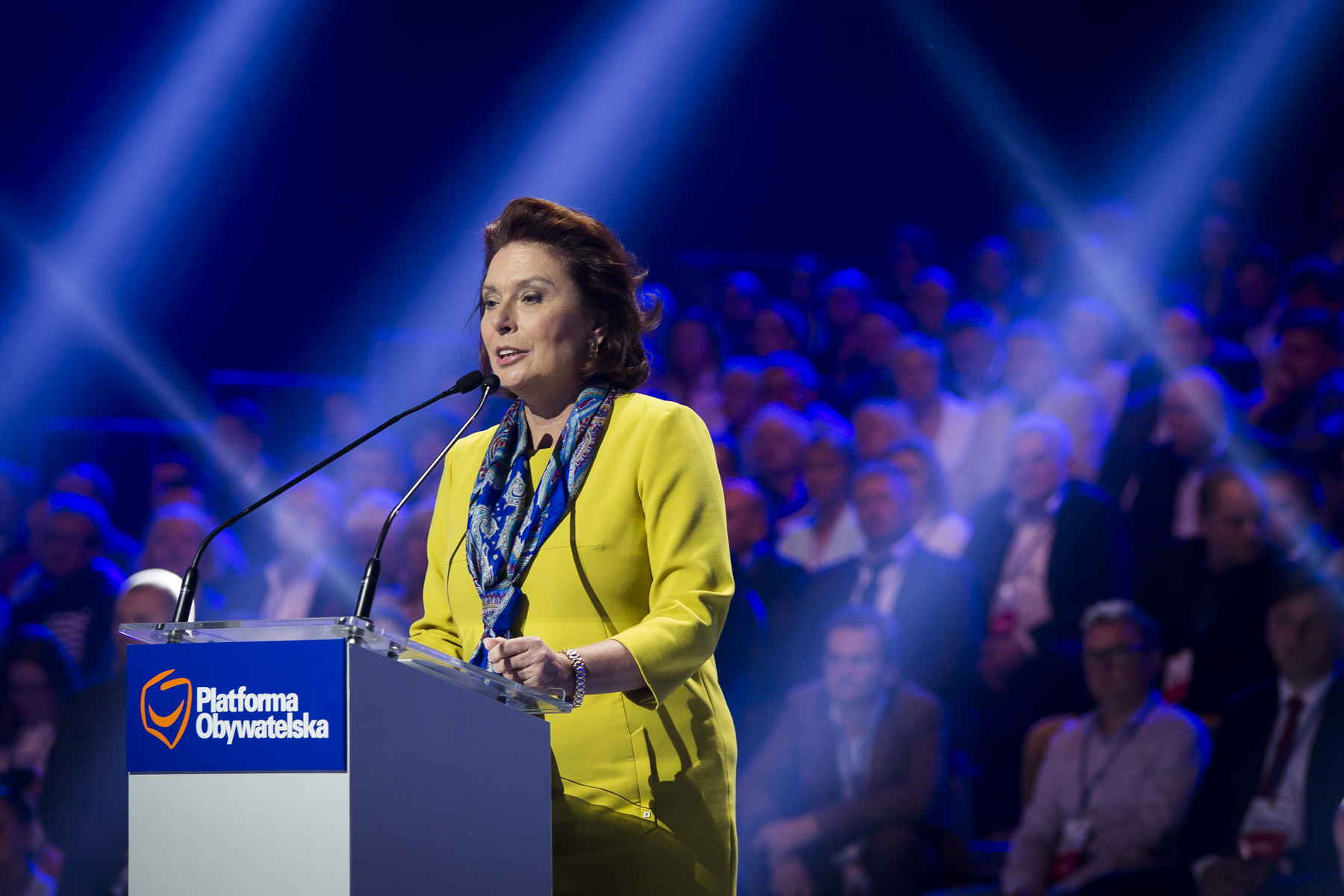
Małgorzata Kidawa-Błońska (2015)

Małgorzata Maria Kidawa-Błońska (* 5. Mai 1957 in Warschau als Małgorzata Grabska) ist eine polnische Politikerin der Platforma Obywatelska (PO). Sie gehörte von 2005 bis 2023 dem Sejm in der V., VI., VII., VIII. und IX. Wahlperiode an. Seit 2023 gehört sie dem Senat der Republik Polen an und ist seither Senatsmarschallin. 2015 war sie für wenige Monate Sejmmarschallin und gemäß der Präzedenz die zweitranghöchste Person im polnischen Staat und anschließend bis 2023 stellvertretende Sejmmarschallin.

## Leben und Beruf
Kidawa-Błońska ist eine Urenkelin des ehemaligen polnischen Präsidenten Stanisław Wojciechowski und des ehemaligen Premiers Władysław Grabski. Sie ist mit dem Filmregisseur Jan Kidawa-Błoński verheiratet und Mutter eines Sohnes. Sie schloss 1983 ein Studium der Soziologie an der Universität Warschau ab. Anschließend arbeitete sie in der Filmbranche, von 1994 bis 2005 im Produktionsunternehmen ihres Gatten Jan Kidawa-Błoński.

## Politik
Erstmals kandidierte Kidawa-Błońska als Parteilose auf einer Liste der Unia Wolności. Seit 2001 gehört sie Platforma Obywatelska (PO) an, für die sei bei der Parlamentswahl 2001 kandidierte, aber nicht gewählt wurde. Anschließend engagierte sich in der Warschauer Kommunalpolitik und wurde 2002 in den Rat der Stadt gewählt. Bei der Parlamentswahl 2005 wurde sie zum ersten Mal in den Sejm gewählt, dem sie nach Wiederwahlen 2007 und 2011, auch weiterhin angehörte. Von 2006 bis 2013 war sie Vorsitzende der PO in Warschau. 2014 bis 2015 war sie Pressesprecherin der Regierung, zunächst des zweiten Kabinetts von Premier Donald Tusk und nachfolgend des Kabinetts von Ewa Kopacz.
Am 24. Juni 2015 wurde Kidawa-Błońska als Kandidatin der PO für das Amt der Präsidentin des polnischen Parlaments in der Nachfolge von Radosław Sikorski vorgeschlagen. Sie wurde ebenfalls durch die mitregierende PSL unterstützt. Am 25. Juni 2015 wurde sie mit 244 Abgeordnetenstimmen auf diesen Posten gewählt. Am 30. Juni 2015 berief Präsident Bronisław Komorowski sie in den Nationalen Sicherheitsrat. Bei der Parlamentswahl 2015 wurde sie mit 80.866 Stimmen am 25. Oktober 2015 wiedergewählt und am 12. November 2015 zur stellvertretenden Präsidentin des Unterhauses des polnischen Parlaments gewählt.
Am 3. September 2019 wurde sie vom damaligen Vorsitzenden der PO, Grzegorz Schetyna, zur Kandidatin vom ersten Platz der Warschauer Wahlliste bei der Parlamentswahl in Polen 2019 sowie zur zukünftigen Regierungschefin im Fall eines Wahlsieges vorgeschlagen. Bei den Parlamentswahlen am 13. Oktober 2019 wurde sie mit 416.030 Wählerstimmen erneut als Abgeordnete bestätigt. Am 23. November 2019 wurde sie in der 9. Legislaturperiode als stellvertretende Sejmmarschallin wiedergewählt.
Im Dezember 2019 stellte die PO Kidawa-Błońska zunächst als Kandidatin für die Präsidentschaftswahl in Polen 2020 auf. Aufgrund schlechter Umfragewerte verzichtete sie jedoch auf eine Kandidatur zu Gunsten von Rafał Trzaskowski. Im Dezember 2021 wurde sie zur stellvertretenden Vorsitzenden der PO gewählt.
Bei den Parlamentswahlen am 15. Oktober 2023 wurde sie mit 231.122 Wählerstimmen in den Senat der Republik Polen gewählt. Am 13. November 2023 wurde sie zur Senatsmarschallin gewählt. Somit ist sie nach Wojciech Trąmpczyński die zweite Person, die in beiden Parlamentskammern den Vorsitz innehatte.